# Bristol 404 / 405
Bristol 404 / 405 — моделі британської компанії Bristol Aircraft Company 1953–1958 років. Модель 404 створена на базі моделі Bristol 403, як більш компактна спортивна модифікація з новим дизайном кузова, що був повторений у наступних моделях. Модель 405 презентували восени 1954, що б за декілька місяців замінити модель 403. Модель Bristol 404 отримала кузов 2-дверного купе, модель Bristol 405 кузови 2-дверний кабріолет і 4-дверний седан.

## Конструкція Bristol 404
Модель створена на базі шасі прототипу 1946 року, яке було скорочено на 40 см. Алюмінієвий кузов кріпився надалі на дерев'яному каркасі. Усі основні компоненти ходової частини, мотора автомашини виготовляла компанія Bristol. Кузов відрізнявся своїми пропорціями від попередніх моделей — довгий моторний відсік, коротке багажне відділення, двері доходили майже до задньої колісної арки. У моделі вперше не застосували подвійні решітки радіатора типу BMW. У нішах боковин моторного відсіку з однієї сторони розмістили акумулятор, з іншої запасне колесо оскільки багажник не мав кришки. Таке розміщення успадкували подальші моделі Bristol. Також нова панель приладів згодом перейшла до інших моделей.
На моделі 404 встановили дві модифікації 6-циліндрового рядного мотора об'ємом 1971 см³, як і у прототипі 1946 року. Вони різнились ступенем стиснення. Мотор 100В з стисненням 1:8,5 отримав потужність 105 к.с., мотор 100С розвивав потужність 125 к.с. за рахунок зміни системи газорозподілу. З ним авто розвивало швидкість 180 км/год, прискорення 0-96 км/год за 10,0 секунд.
Модель отримала гарні відгуки покупців, але ціна у 2.500 фунтів (1954) робила його автомобілем ледь дешевшим за моделі Bentley. Швидший Jaguar XK140 був вдвічі дешевшим. Через високу вартість було продано за різними даними 40-52 екземпляри моделі 404.
Восени 1953 кузовобудівна фабрика E. D. Abbott Ltd виготовила модифікацію з кузовом кабріолет 404 Drophead Coupe Abbott, прототип якого виготовили в одному екземплярі. Компанія Bertone розробила кузов на шасі моделі 404, на основі чого у США випускали модель Arnolt-Bristol. Модель 404, звана «Gentleman´s Express», використовувалась у британських клубних гонках (1954–1955), де здобули декілька перемог.

## Конструкція Bristol 405

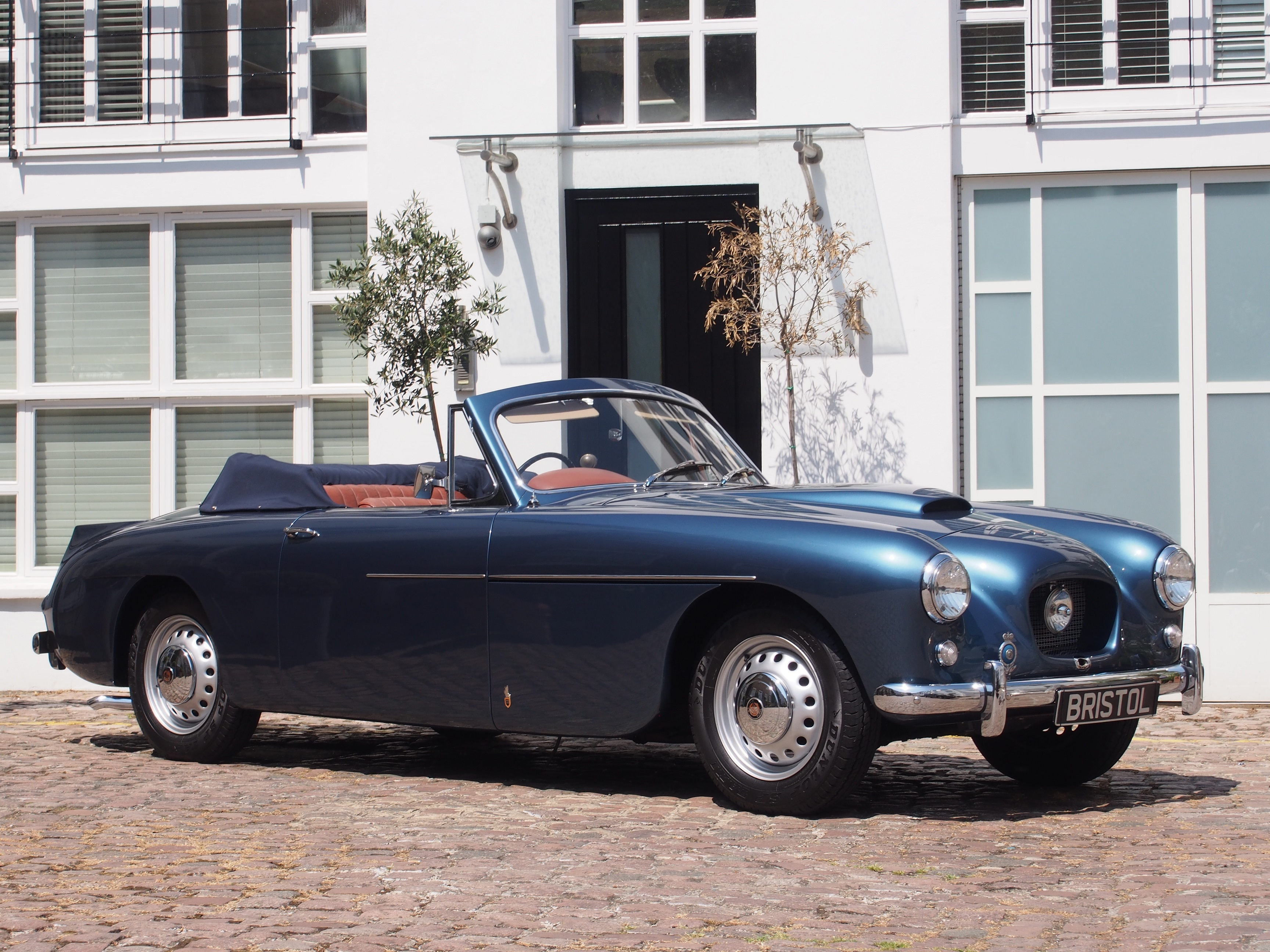
Bristol 405. Кабріолет. 1956

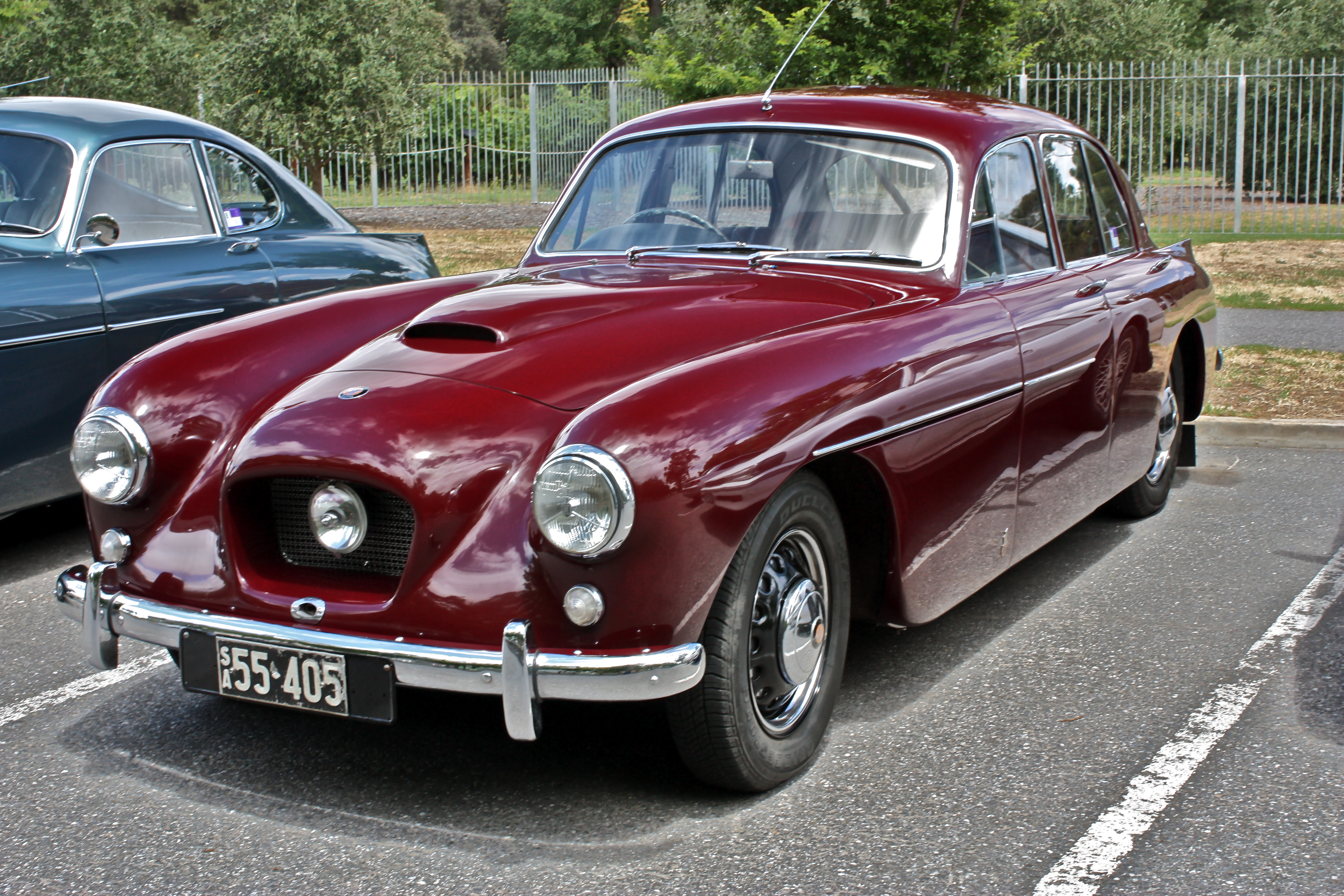
Bristol 405. Седан

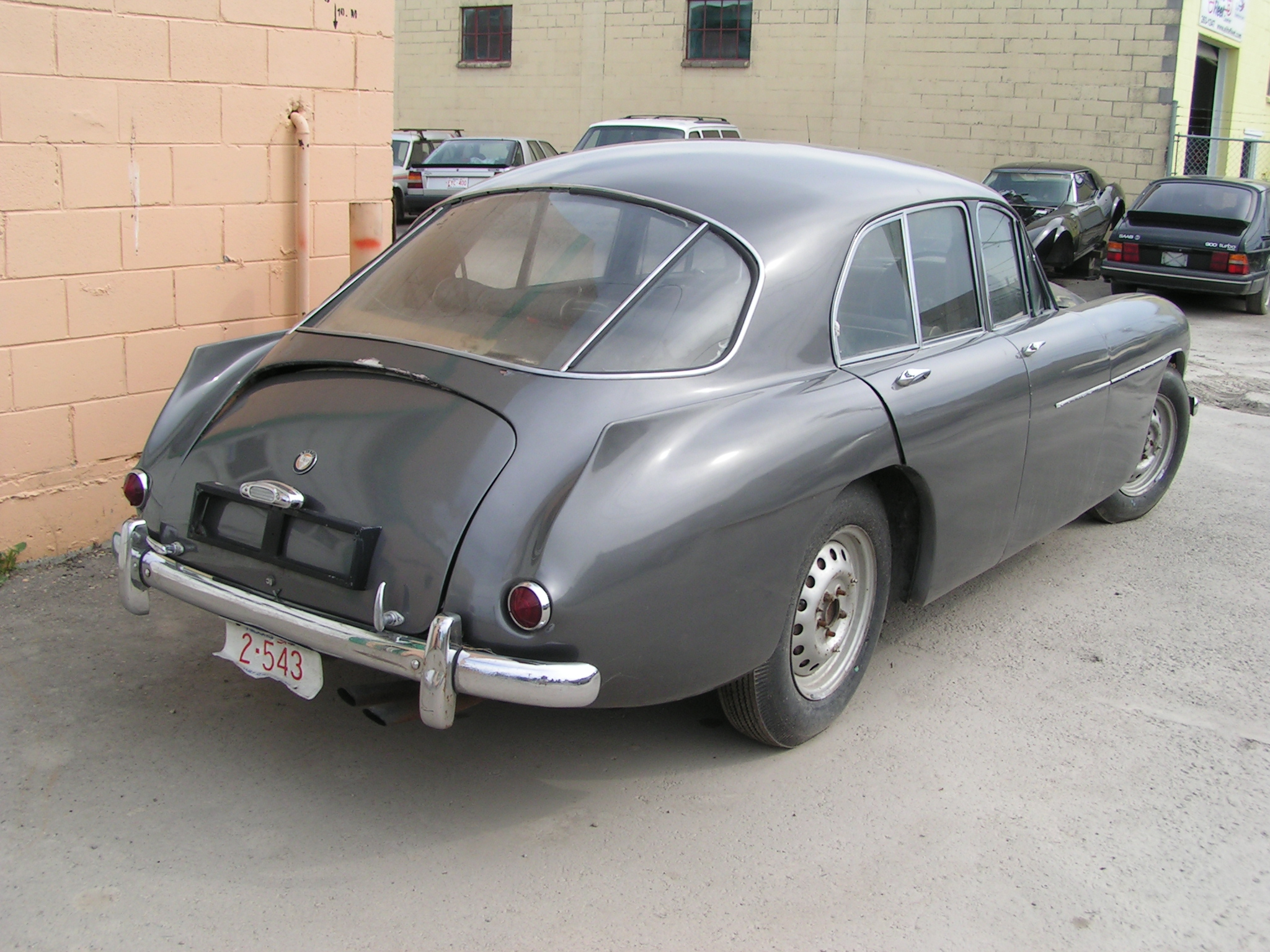
Bristol 405. Седан. Задня частина

Модель 405 збудували на базі довгого шасі моделі 403. Модель зберегла дерев'яну раму кузова. У лівій частині моторного відсіку встановлювали запасне колесо. Модель отримала 6-циліндровий мотор Типу 100В і Типу 100В2 потужністю 106 к.с. при 5000 об/хв. Потужніший мотор Типу 100С на моделі не встановлювали. Лише механічна коробка передач могла отримати систему овердрайв. Для оптимізації розподілення мас на осі паливний бак розташували понад задньою віссю.
Чотиридверна модифікація 405 Sports Saloon мала потужну раму з ясена, підсилену сталевою конструкцією. Вузькі передні двері відкривались на 90°. Дах плавно переходив у кришку багажника, над якою містилось велике вигнуте скло заднього вікна, складене з трьох частин. Висока кабіна мала об'єм 501 л, а невеликі задні крила запозичили з моделі 404. Було виготовлено 265 машин з кузовом спортивний седан.
Восени 1954 презентували 2-дверну чотиримісну модифікацію з відкритим кузовом кабріолет на довгому шасі. Це дозволило встановити ширші двері з кращим доступом до заднього сидіння. На модифікацію встановлювали мотор Типу 100В. Загалом виготовили 43 машини даної модифікації.